# جيورجي نيرغادزي
جيورجي نيرغادزي (26 أغسطس 1982 في جورجيا - ) هو لاعب كرة قدم جورجي في مركز الوسط. لعب مع بيدفيست ويتس وتوربيدو كوتيسي ونادي دينامو باتومي ونادي دينامو تبليسي وموروكا سوالوز وFC Samgurali Tskaltubo ‏ وFC Borjomi ‏.

## وصلات خارجية
- جيورجي نيرغادزي على موقع قاعدة بيانات كرة القدم.إي يو (الإنجليزية)
- جيورجي نيرغادزي على موقع Soccerway.com (الإنجليزية)